# OpenVAS
OpenVAS (Open Vulnerability Assessment Scanner, originalmente conocido como GNessUs) es el componente de escaneo de Greenbone Vulnerability Management (GVM), un marco de software de varios servicios y herramientas que ofrecen escaneo y gestión de vulnerabilidades informáticas.
Todos los productos de Greenbone Vulnerability Management son software libre y la mayoría de los componentes tienen la licencia GNU General Public License (GPL). Los complementos para Greenbone Vulnerability Management están escritos en Nessus Attack Scripting Language, NASL.
Desde la versión 4.0, OpenVAS permite la actualización continua -usualmente en periodos inferiores a 24 horas- de la base de Pruebas de Vulnerabilidades de Red (NVT por sus siglas en inglés). A junio de 2016, contaba con más de 47.000 NVTs.
OpenVAS es una herramienta principal de OSSIM, todos los productos que la componen son software libre y la mayoría de ellos son distribuidos bajo licencia GPL.

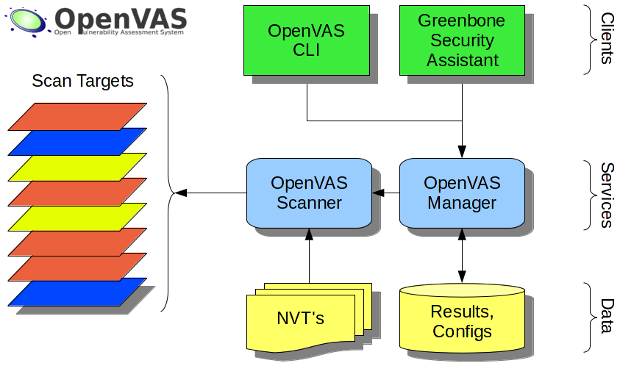
Estructura de OpenVAS 8

La versión 7 de OpenVAS introdujo 2 cambios en su arquitectura, por una parte se suprimió el módulo Administrador que se integró al módulo Mánager, y por otra parte, se suprimió el cliente de escritorio GSD para en su lugar centrarse en los avances de su cliente web. OpenVAS 8 introdujo nuevas características y mejoras en virtualmente todas las áreas, no obstante, sin cambios estructurales.

## Historia
OpenVAS fue denominado inicialmente como GNessUs, una variante del escáner de seguridad Nessus cuando este cambió su tipo de licenciamiento. Se propuso como un sistema para pruebas de penetración, pentester en la empresa Portcullis Computer Security, luego fue anunciado como una solución de software libre por Tim Brown en Slashdot. 
OpenVAS es un proyecto miembro de Software in the Public Interest.

## Características principales
- Escaneo concurrente de múltiples nodos.
- Soporte SSL
- Soporte para WMI
- Escaneo automático temporizado.
- Reportes en múltiples formatos (XML, HTML, LaTeX, entre otros)
- Servidor web integrado.
- Multiplataforma
- i18n